# L'àngel de la llar (poema)
L'àngel de la llar és el títol d'un poema narratiu del poeta i crític anglès Coventry Kersey Dighton Patmore, més conegut com a Coventry Patmore, el qual va ser publicat l'any 1854 i expandit fins al 1862. Va ser un poeta consolidat del seu temps, però aquest poema concretament, segons autores com Sarah Kühl i M. Ángeles Cantero Rosales, es considera que ha tingut més ressonància pels seus efectes polítics i socials que no pas per la seva rellevància literària. El poema presenta la relació de Patmore amb la seva primera esposa, Emily Augusta Andrews (1824-1862), amb la qual es va casar el 1847 i a la qual considerava l'ideal de dona victoriana. En el poema, exalta diverses qualitats considerades desitjables en les dones de l'època: domèstica, asexuada, submisa, abnegada, plena de dolçor, passiva en contraposició a l'home i només definida en relació amb ell, de forma dependent i sempre com a esposa i mare.

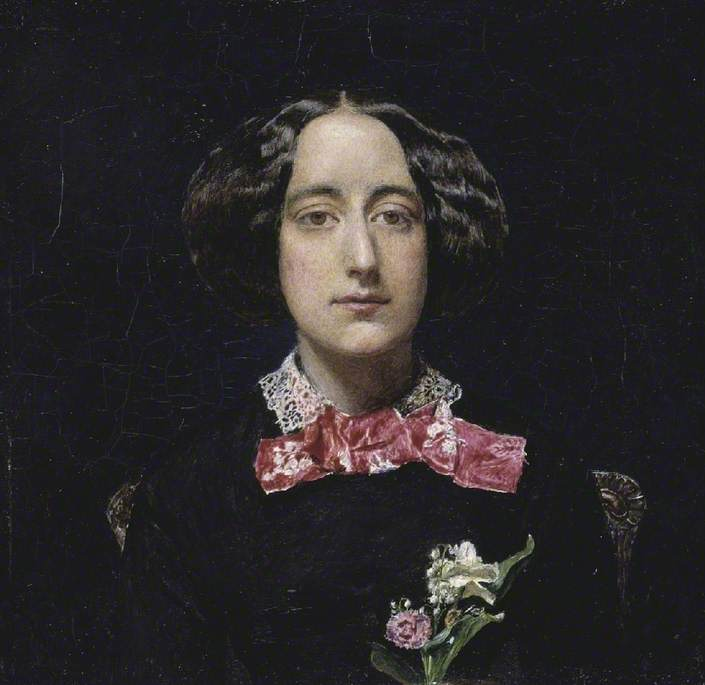
Emily, l'esposa de Coventry Patmore, model de «L'àngel de la llar», retrat de John Everett Millais.

No obstant això, aquest concepte ha transcendit social i políticament com el condicionant social de les dones present en diversos països i cultures, trobant també la seva variant a Espanya en el concepte de “la perfecta casada”, també sorgit d'una obra literària anterior fins i tot a l'àngel de la llar de Patmoreː l'obra homònima del frare Luis de León publicada al 1538.
En essència, aquests conceptes presenten el rol de la dona en la societat “en qualitat d'esposa, mare i mestressa de casa, encarregada de la família de la llar”. En el segle xix els manuals de conducta es revaloritzaren, fent que aquesta figura reemergís en España a través de la figura de Pilar Sinués de Marco al 1874, que publicà l'obra "El ángel del hogar" amb multitud de reedicions cap al principi del segle xx.

## El poema

### El Pròleg
| « | "There does, beyond desert, befall (May my great fortune make me great!) The first of themes sung last of all. In green and undiscover'd ground, Yet near where many others sing, I have the very well-head found Whence gushes the Pierian Spring." Then she: "What is it, Dear? The Life Of Arthur, or Jerusalem's Fall?" "Neither: your gentle self, my wife, And love, that grows from one to all." | Allà, més enllà del desert, succeeix (Que la meva fortuna em faci gran!) El primer dels temes cantats a l'últim de tots En terra verda i sense descobrir, Però a prop d'on molts altres canten, He trobat el mateix cap de pou D’on brota el manantial de Pierian. Aleshores ella: “Què és, estimat? La vida d'Artur o la caiguda de Jerusalem?” “Cap de les dues coses: la teva gentil persona, la meva esposa, I l'amor, que creix d'un cap a tots” | » |

— Part I, Book I, Prologue: 3.10–4.4

### El Parangó
| « | But when I look on her and hope To tell with joy what I admire, My thoughts lie cramp'd in narrow scope, Or in the feeble birth expire; No skill'd complexity of speech, No simple phrase of tenderest fall, No liken’d excellence can reach Her, the most excellent of all, The best half of creation’s best, Its heart to feel, its eye to see, The crown and complex of the rest, Its aim and its epitome. Nay, might I utter my conceit, 'Twere after all a vulgar song, For she's so simply, subtly sweet, My deepest rapture does her wrong. Yet is it now my chosen task To sing her worth as Maid and Wife; Nor happier post than this I ask, To live her laureate all my life. | Però quan la miro i espero De dir amb alegria el que admiro Els meus pensaments s’acullen en un àmbit estret, O en el dèbil naixement expiren; No hi ha una complexitat hàbil en el discurs, Cap frase simple de la més tendre caiguda, No hi ha excel·lència comparable que pugui aconseguir Ella, la més excel·lent de totes, La millor meitat de la millor creació, El seu cor per sentir, els seus ulls per veure, La corona i la complexitat de la resta, El seu objectiu i el seu epítom No, podria pronuncia la meva presumpció, ‘Seria després de tota una cançó vulgar, Perquè ella es tan simple, subtilment dolça, La meva més profunda exaltació li fa mal. No obstant, és ara la meva tasca escollida, Cantar el seu valor com a donzella i esposa; No demano una posició més feliç que aquesta, Per viure la seva llorejada tota la meva vida. | » |

— Part I, Book I, Canto II: I.25–I.44

### La tragèdia de l'esposa
| « | Man must be pleased; but him to please Is woman's pleasure; down the gulf Of his condoled necessities She casts her best, she flings herself. How often flings for nought! and yokes Her heart to an icicle or whim, Whose each impatient word provokes Another, not from her, but him; While she, too gentle even to force His penitence by kind replies, Waits by, expecting his remorse, With pardon in her pitying eyes; | L’home ha de ser complagut; però complaure-ho a ell És el plaer de la dona; per l'abisme De les seves necessitats empàtiques, Ella dona lo millor de si mateixa, es llença Quantes vegades es llença per res! I s’aferra a un caramell o a un capritx, El seu cor a un caramell o a un capritx, Primera paraula del qual impacient provoca Una altra, no d'ella, sinó d'ell; Mentrestant que ella, massa gentil fins i tot per forçar La seva penitència amb respostes amables, Espera el seu remordiment Amb perdó en els seus ulls compasius; | » |

— Part I, Book I, Canto IX: I.1–I.12

### Jane a la seva mare
| « | Mother, it's such a weary strain The way he has of treating me As if 'twas something fine to be A woman; and appearing not To notice any faults I've got! | Mare, és una tensió tan esgotadora La manera que ell té de tractar-me Com si fos una cosa bona ser Una dona; i aparentant no Notar qualsevol defecte que tingui! | » |

— Part II, Book I: XIV.22–XIV.26